# VII Región Militar
La VII Región Militar, también conocida como Capitanía General de Valladolid, corresponde a una subdivisión histórica del territorio español desde el punto de vista militar en cuanto a la asignación de recursos humanos y materiales con vistas a la defensa.

## Territorio
Comprendía las tres provincias de la región de León (León, Zamora y Salamanca), además de las castellanas Valladolid y Palencia y  la antigua provincia de Oviedo (hoy en día, el Principado de Asturias). A lo largo de su historia, también llegó a incorporar a otras provincias, como las castellanas Segovia y Ávila, o la extremeña Cáceres.
La Región Militar responde ya a un modelo de defensa territorial histórico puesto que desde 2002 las Fuerzas Armadas españolas se organizan en unidades tácticas en función de los cometidos y misiones asignados.

## Historia

Regiones militares del Ejército de Tierra español, después de 1984, donde desaparece la VII Región Militar.

La división de España en Capitanías Generales data de 1705, cuando se ajustaron a los antiguos reinos que constituían la Monarquía Hispánica. Se trataban de trece regiones: Andalucía, Aragón, Burgos, Canarias, Castilla la Vieja, Cataluña, Extremadura, Galicia, Costa de Granada, Guipúzcoa, Mallorca, Navarra y Valencia. 
En 1898 se volvió a dividir el territorio peninsular en siete nuevas Regiones Militares, a la vez que se constituyeron las Comandancias Generales de Baleares, Canarias, Ceuta y Melilla.
Tras la proclamación de la Segunda República, un decreto gubernamental disolvió las regiones militares y las sustituyó por las Divisiones Orgánicas. En julio de 1936, desempeñaba la jefatura de la VII División Orgánica el general Nicolás Molero Lobo, que había sido ministro de la Guerra en los gabinetes presididos por Manuel Portela Valladares (1935-36). En julio de 1939, tras finalizar la guerra civil española quedan restablecidas las regiones militares; A la VII Región se asigna el VII Cuerpo de Ejército con dos divisiones: la 71.ª (Valladolid) y la 72.ª (León).

## Mandos
| Segunda República - 1931: Rafael Villegas Montesinos - 1931-1932: Pedro de la Cerda y López Mollinedo - 1932-1934: Juan García Gómez Caminero - 1934-1936: Nicolás Molero Lobo Guerra Civil - 1936: Andrés Saliquet Zumeta - 1937-1939: Marcial Barro García - 1939: Ricardo Serrador Santés - 1939: José Solchaga Zala Dictadura franquista - 1943-1945: José Solchaga Zala - 1945: José Monasterio Ituarte - 1945-1946: José Los Arcos Fernández - 1946: Francisco de Borbón y de la Torre - 1946-1950: Vicente Lafuente Baleztena - 1950-1951: Rafael García Valiño y Marcén - 1951-1952: Maximino Bartumeu y González Longaria - 1952: Emilio Esteban Infantes y Martín - 1952-1953: Joaquín Ríos Capape - 1953-1955: Alejandro Utrilla Belbel - 1955-1957: Emilio Esteban Infantes y Martín - 1957: Fermín Gutiérrez de Soto - 1957-1959: Carlos Rubio López Guijarro - 1959-1961: Manuel Carrasco Verde | - 1961-1962: Ramón Robles Pazos - 1962-1965: Valero Valderrábano Samitier - 1965-1967: Benito Miranda Urtiza - 1967-1968: Joaquín Fernández de Córdoba y Ziburu - 1968-1969: Luis Díez-Alegría y Gutiérrez - 1969-1971: José Ruiz-Fornells Ruiz - 1971: Ignacio Crespo del Castillo - 1971-1973: Emilio Villaescussa Quilis - 1973: José Vega Rodríguez - 1973-1975: Pedro Merry Gordon Reinado de Juan Carlos I - 1975-1976: José Vega Rodríguez - 1976: Manuel Gutiérrez Mellado - 1976-1977: Federico Gómez de Salazar y Nieto - 1977-1981: Ángel Campano López - 1981-1982: Álvaro Lacalle Leloup - 1982: José Antonio Sáenz de Santamaría - 1982-1983: Fernando Soteras Casamayor - 1983-1984: Ricardo Rivas Nadal - 1984-1986: Prudencio Pedrosa Sobral - 1986-1987: Francisco Veguillas Elices (último titular) - 1987 (enero-abril): Julio Peñas Pérez (interino) - 1987 (abril-mayo): Francisco Enríquez Entrecanales (interino) - 1987 (mayo-julio): Manuel Arroyo González (interino y último) |

## Organización
La guarnición de esta región militar era realmente importante, especialmente la poderosa Brigada de Caballería Jarama n.º 1. En esta región se situaban también tanto la Academia de Caballería (el arma tradicionalmente más conservadora de las Fuerzas Armadas), como la de Artillería. La guarnición de la VII Región militar, en febrero de 1981, estaba integrada por dos Grandes Unidades tipo Brigada. Eran:
BRIDOT VII (Brigada de Infantería de Defensa Operativa del Territorio VII):
- Cuartel general. Gijón.
- Regimiento de Infantería del Príncipe n.º 3. Oviedo.
- Regimiento de Infantería San Quintín n.º 32. Valladolid.
- Plana Mayor Reducida (PLMR) del Regimiento de Infantería La Victoria n.º 28. Salamanca.
- COE n.º 71. Oviedo. Adscrita al Regimiento del Príncipe n.º 3.
- COE n.º 72. Gijón.
- GLC VII. Gijón.
- RACA n.º 47. Medina del Campo (Valladolid).
- Batallón Mixto de Ingenieros VII. Gijón.
- Agrupación mixta de Encuadramiento número 7. Gijón.

Brigada de Caballería Movilizable Jarama Nº 1 
- Cuartel General y mayoría centralizada. Salamanca.
- RCLAC Santiago n.º 1. Salamanca.
- RCLAC Almansa n.º 5. León.
- RCAC Pavía n.º 4. Aranjuez (I Región Militar).
- RCAC Farnesio n.º 12. Valladolid.
- RACA ATP n.º 41. Segovia.
- Unidad de Zapadores n.º 21.
- Unidad de Transmisiones n.º 21.
- Grupo Logístico XXI.

Otras unidades:
- Regimiento de Zapadores para Cuerpo de Ejército / de la Reserva General. Acuartelamiento General Arroquia. Salamanca.
- Regimiento de Artillería Antiaérea n.º 26. Cuartel General Monasterio. Valladolid.
- Regimiento de Artillería Lanzacohetes de Campaña n.º 63. Astorga.
- Regimiento de Infantería D.C.C. Toledo nº 35. Zamora.
- Unidad de Veterinaria n.º 7.